# 八重垣稲荷神社

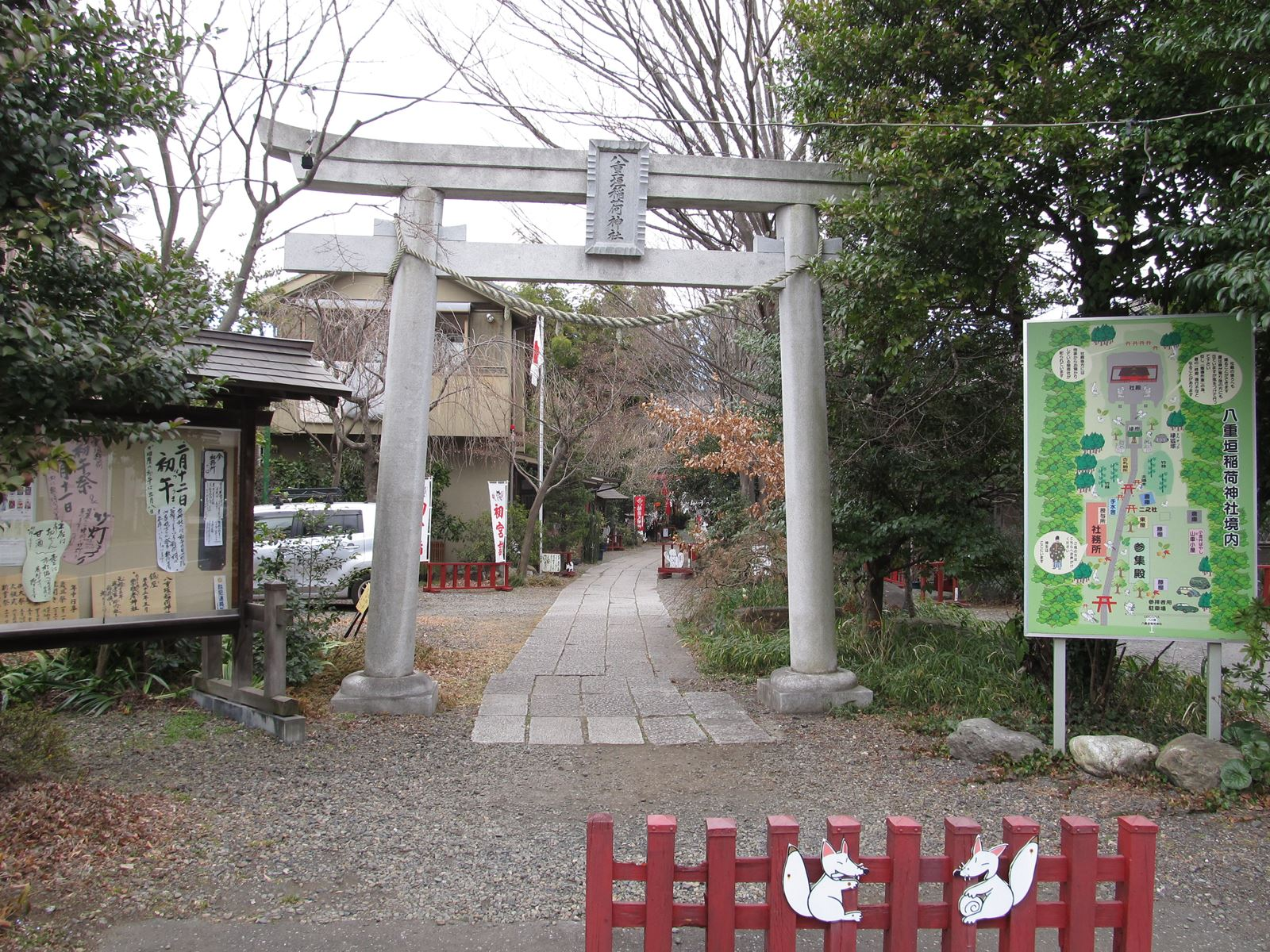

八重垣稲荷神社（やえがきいなりじんじゃ）は、東京都小金井市中町にある神社。元社ははじめ元禄13年に建てられ、現在は本殿の裏手にあたる。

## 概要
渡邊家の先祖によるものが元社となっている。氏子を持たない神社（崇敬者神社）であり、厄除、交通安全の祈願も行っているほか、縁結びの神社として知られている。
「憩いの杜」とされており、栗林を利用した敷地内の各所にはキツネのパネルと自然な草花や木々があり (「#自然」節を参照)、小金井市による「開運「小金井七福」福福コース」の最後の神社となっている。
参道の敷石は、武蔵国総社大國魂神社で古く使われていた敷石を譲り受けたものである。境内に参道敷石（稲田石）の歴史碑がある。
所在地は、東京都小金井市中町3-14-7であり、CoCoバス中町循環八重垣稲荷神社停留所の横にある。

## 祭神
伊勢・猿田彦神社「猿田彦神」、松江・八重垣神社「稲田姫神」、京都・伏見稲荷大社「倉稲魂神」

## 歴史

### 年表
- 元禄13年 創建
- 享保年間 社殿建立
- 1999年（平成11年）現在地に社殿建立、遷座

## 社殿その他の施設

### 施設・建造物
社務所
鳥居
手水舎
本殿
古札納所

## 祭事・年中行事

### 年中行事
月の初午 月次祭
- 1月1日 祭旦祭
- 1月 鏡開き
- 2月 初午祭、祈年祭
- 10月第三土・日曜日 例祭（例大祭）
- 12月31日 年越の祓

## 参拝
- 手水
- 二拝二拍手一拝（二礼二拍手一礼）

## 自然
- スミレ、ホウチャクソウ、ウマノアシガタ、マスクサ、ジュズスゲ（スゲ属）、ナルコスゲ、タケニグサ、トコロ、アカネ、ヒヨドリジョウゴ、ミズヒキ、竹林

## 文献
- 『聞き書き集・小金井の女性たち-時代を歩む』 小金井女性史を作る会
- 「インタビュー 八重垣稲荷神社 宮司 渡邉卓利さん 奥様 孝子さん」『小金井市民新聞』小金井市民新聞社、2006年11月25日、2面。

### 資料
- 普段顔の野草園 神社内の特徴を捉えた写真